# Cuadrivelocidad
La cuadrivelocidad es una magnitud vectorial asociada al movimiento de una partícula, usada en el contexto de la teoría de la relatividad, que es tangente a la trayectoria de dicha partícula a través del espacio-tiempo cuatridimiensional que generaliza el concepto de velocidad de la mecánica newtoniana.

## Relación entre velocidad y cuadrivelocidad

### Relatividad especial
De la misma manera que la velocidad {\displaystyle \mathbf {v} } en mecánica newtoniana es la derivada temporal de la posición respecto al tiempo, en la teoría de la relatividad la cuadrivelocidad {\displaystyle \mathbf {V} } es la derivada temporal de las coordenadas de posición respecto al tiempo propio de la partícula:

(1){\displaystyle V^{i}={\frac {dx^{i}}{d\tau }}}

Dada la relación entre el tiempo coordenado y el tiempo propio el cuadrivector velocidad viene dado por:

{\displaystyle \mathbf {V} =(\gamma c;\gamma v_{x},\gamma v_{y},\gamma v_{z})=\left({\frac {c}{\sqrt {1-{\frac {v^{2}}{c^{2}}}}}};{\frac {\mathbf {v} }{\sqrt {1-{\frac {v^{2}}{c^{2}}}}}}\right)\in \mathbb {R} \times \mathbb {R} ^{3}}

Donde {\displaystyle \mathbf {v} =(v_{x},v_{y},v_{z})} es la velocidad newtoniana convencional y {\displaystyle \gamma \,} es el factor de Lorentz. Es importante notar que el "módulo" de dicha velocidad, es constante debido a que:

{\displaystyle |\mathbf {V} |:={\sqrt {-g(\mathbf {V} ,\mathbf {V} )}}={\sqrt {-\eta _{\alpha \beta }V^{\alpha }V^{\beta }}}={\sqrt {-\gamma ^{2}(-c^{2}+v_{x}^{2}+v_{y}^{2}+v_{z}^{2})}}=c{\sqrt {\frac {1-{\frac {v_{x}^{2}+v_{y}^{2}+v_{z}^{2}}{c^{2}}}}{1-{\frac {v^{2}}{c^{2}}}}}}=c}

### Relatividad general
En relatividad las cosas son bastante más complicadas, particularmente si el espacio-tiempo no es estacionario. Ya que la relación entre la velocidad coordenada y la velocidad física de una partícula es funcionalmente complicada. Si bien el "módulo" la cuadrivelocidad es igual a la constante c, la velocidad coordenada numéricamente puede superar a la velocidad de la luz (esto pasa porque la velocidad coordenada, por ejemplo, no es un tensor). La cuadrivelocidad o velocidad física puede definirse como la derivada respecto al tiempo propio:

{\displaystyle V^{\alpha }={\frac {dx^{\alpha }}{d\tau }}}

donde el tiempo propio dependerá del camino L seguido por la partícula:

{\displaystyle \tau =\int _{L}\left[{\sqrt {-g_{00}}}dt+{\cfrac {g_{0\alpha }dx^{\alpha }}{c{\sqrt {-g_{00}}}}}\right]}

Si el espacio tiempo es estacionario entonces existe un sistema de coordenadas donde el tensor métrico cumpla que {\displaystyle g_{0\alpha }=0} y donde {\displaystyle g_{00}} no dependa de la coordenada temporal, y en ese caso puede escogerse una foliación que define un tiempo universal. Y la integral anterior es más sencilla de evaluar.
En el caso general, la cuadrivelocidad se define como:

{\displaystyle \mathbf {V} =\left({\frac {c}{\sqrt {-g_{00}-\langle \mathbf {v} ,\mathbf {v} \rangle }}},{\frac {\mathbf {v} }{\sqrt {-g_{00}-\langle \mathbf {v} ,\mathbf {v} \rangle }}}\right)}

Donde {\displaystyle \langle \mathbf {v} ,\mathbf {v} \rangle =\kappa _{ab}v^{a}v^{b}} siendo {\displaystyle v^{a}} las componentes de la velocidad coordenada, {\displaystyle a,b\in \{1,2,3\}} y {\displaystyle \kappa _{ab}=g_{ab}-(g_{0a}g_{0b}/g_{00})}.

## Relaciones con otras magnitudes
Análogamente a lo que sucede en mecánica newtoniana, donde la cantidad de movimiento y la velocidad son dos vectores proporcionales, en mecánica relativista sus análogos el cuadrimomento y la cuadrivelocidad son dos vectores que difieren sólo en una constante de proporcionalidad, que se identifica con la masa en reposo:

{\displaystyle \mathbf {P} =m\mathbf {V} =\left({\frac {E}{c}};p_{x},p_{y},p_{z}\right)=\left({\frac {mc}{\sqrt {1-{\frac {v^{2}}{c^{2}}}}}};{\frac {m\mathbf {v} }{\sqrt {1-{\frac {v^{2}}{c^{2}}}}}}\right)}